# Verbal Jint
(Kim Jin-tae en hangul, 김진태; en hanja, 金辰泰; romanización revisada, Gim Jin-tae; McCune-Reischauer, Kim Chint'ae; Seúl, 19 de diciembre de 1980), más conocido artísticamente como Verbal Jint (en hangul, 버벌 진트) es un rapero, productor y músico surcoreano. Se consolidó como uno de los raperos underground más populares de Corea del Sur durante la década de 2000 antes de lograr el éxito en el ámbito mainstream. Está afiliado al sello discográfico Brand New Music, a través del cual también opera su propio sello independiente llamado Otherside.

## Primeros años y educación
Verbal Jint nació en Seúl, Corea del Sur. Estudió en el Instituto de Lenguas Extranjeras Hanyoung, se licenció en economía por la Universidad Nacional de Seúl y se tomó un tiempo libre para estudiar derecho en la Facultad de Derecho de la Universidad de Hanyang.
Verbal Jint cumplió con su servicio militar obligatorio en Corea del Sur a través del programa KATUSA, el cual permite a los soldados surcoreanos con habilidades avanzadas en inglés servir junto a las fuerzas del Ejército de Estados Unidos estacionadas en Corea del Sur.

## Carrera

### 1999-2012: Inicios de carrera musical y colaboraciones
Verbal Jint inició su trayectoria como rapero como parte del grupo coreano de hip hop Show N Prove (SNP), y en 1999 lanzó sus primeras canciones en solitario, incluyendo temas como «Big Brag», «How High School» y «Foul». En 2001, dio un paso más al publicar su primer miniálbum titulado Modern Rhymes. A este álbum se le atribuye la introducción de esquemas rítmicos en el rap coreano.
Pasaron varios años hasta los siguientes lanzamientos de Verbal Jint, que incluyeron «Favorite» y «Mumyong», ambos en 2007. Al año siguiente, formó el grupo de hip hop Overclass junto a otros raperos como Warmman y Lobotomy. Más adelante, se unirían al grupo reconocidos artistas como San E, Swings y Urban Zakapa.
Verbal Jint alcanzó su primer éxito en 2009 cuando su álbum de 2008, Framed, fue galardonado con el premio al «Mejor álbum de hip hop» en los Korean Music Awards. En 2010, Verbal Jint comenzó a lanzar música bajo el sello discográfico Brand New Stardom, propiedad de los raperos Cho PD y Rhymer. Sin embargo, cuando la empresa se dividió en dos en 2011, Verbal Jint decidió unirse a Rhymer en su nuevo sello, Brand New Music.
En 2011, Verbal Jint se unió a los artistas Swings, San-E, L.E.O., Baby Bu, Dawn y el diseñador Brownbreath en la creación de la canción «Stand Up, Japan!». Los beneficios generados por esta canción fueron destinados en su totalidad a ayudar a las víctimas del tsunami de Tohoku.
Más tarde en ese mismo año, Verbal Jint lanzó su álbum Go Easy, y su sencillo principal, «You Look Good», logró alcanzar el quinto puesto en Gaon Digital Chart. En octubre, Verbal Jint promocionó el sencillo en el programa You Hee Yeol's Sketchbook, donde también compartió detalles sobre su carrera paralela como actor de doblaje en anuncios. También interpretó la canción en Japón como invitado en el concierto del actor y cantante Jang Keun-suk en el Domo de Tokio el 26 de noviembre.
En junio de 2012, Verbal Jint participó en la primera temporada del programa Show Me the Money. Su equipo, conformado por él mismo y el rapero Go Young-bin, fue eliminado en la segunda ronda después de interpretar un cover hip hop de «Breathe» de miss A. En ese mismo mes, lanzó el álbum 10 Years of Misinterpretation. Los sencillos del álbum, «Good Morning» y «Pretty Enough», lograron un gran éxito al alcanzar el quinto y sexto lugar, respectivamente, en Gaon Digital Chart. Realizó una presentación especial de «Good Morning» en colaboración con la banda 10cm en julio, durante el Festival Green Groove de dos días en Boryeong, junto a After School, Son Dam-bi, Wonder Girls y Akon.

### 2013-presente: Primera gira mundial y nueva discográfica
Participó en varias colaboraciones exitosas en 2013, incluyendo los exitosos sencillos «If It Ain't Love» junto a Ailee, «Hello» del legendario cantante Cho Yong-pil, «Take Care of Christmas» con Shin Seung Hun, y un cover de «Only For You» de Deux junto a Bumkey. También colaboró en vivo con el grupo femenino Girl's Day en los premios Mnet 20's Choice Awards en julio, y con Bumkey y San E en los premios SBS Gayo Daejeon en diciembre. Ese año, cumplió su deseo de colaborar con Hyolyn de, integrante de Sistar en ese momento, cuando ella lo sorprendió con una aparición no programada en You Hee Yeol's Sketchbook y posteriormente participó en la presentación de «You Look Good».
En mayo de 2014, realizó una gira mundial junto a Bumkey, Beenzino, Kanto y Hwayoung, ofreciendo conciertos en la ciudad de Nueva York, Seattle, Los Ángeles y Sídney. Había planeado lanzar un nuevo álbum titulado Go Hard Pt. 1: The Other Side antes de la gira, pero pospuso indefinidamente el lanzamiento debido al naufragio del Sewol. Más tarde ese año, un vídeo musical en el que participó fue pospuesto debido a otro desastre. Apareció junto a Beenzino, Bobby, B.I y Mino en el sencillo «Born Hater» de Epik High, perteneciente a su octavo álbum de estudio Shoebox. El vídeo musical estaba programado para su prelanzamiento el 17 de octubre, pero se retrasó un día para rendir homenaje a las víctimas del colapso del evento Pangyo Techno Valley.
En 2015,  hizo su primera aparición en el programa Running Man en un «especial de estrellas del hip hop» junto a Jay Park, Jessi y otros raperos. Continuó sus apariciones en programas de variedades ese verano como juez en la cuarta temporada del programa Show Me the Money, donde representó a la discográfica Brand New Music junto a San E. Lanzó dos álbumes en 2015. El 31 de agosto, lanzó el miniálbum Yeoja en colaboración con Sanchez del trío de hip hop Phantom. Y, después de tres años de preparación, lanzó el álbum Go Hard Pt. 1: The Other Side el 19 de diciembre. También colaboró en varios sencillos, incluida la canción debut como solista de Taeyeon, «I». En noviembre de 2015, los representantes de Brand New Music anunciaron que Verbal Jint planeaba establecer un sello discográfico independiente mientras continúa promocionando bajo Brand New Music.

## Impacto
Antes de su debut en 2001, el hip hop coreano carecía de un componente fundamental del rap: la rima. Verbal Jint dijo más tarde en una entrevista con Korea Times que «las personas que debutaron antes que nosotros no tenían mucho interés en rimar; los artistas estaban satisfechos con hablar rápido y pensar que eso era rapear, y eso vendía en ese momento». El miniálbum debut de Verbal Jint, Modern Rhymes, introdujo nuevas innovaciones para lograr la precisión gramatical necesaria para estructurar con éxito el coreano en rimas. Fue el primero en crear esquemas de rima en coreano, y su método es ahora el estándar para el rap coreano dentro de la escena del hip hop. El trabajo de rimas y el flujo de su música han sido considerados revolucionarios dentro de la industria musical coreana, ya que han cambiado rápidamente la construcción de la música de hip hop coreana y, por lo tanto, su estilo y cualidades líricas.

## Discografía
- 2007: Mumeong
- 2008: Framed
- 2009: The Good Die Young
- 2011: Go Easy
- 2012: 10 Years of Misinterpretation 1
- 2015: Go Hard Part 1: Yanggachi
- 2021: Inflection Point
- 2021: Modern Rhymes XX

## Filmografía

### Programas de televisión
| Título                              | Año     | Cadena           | Nota(s)              |
| ----------------------------------- | ------- | ---------------- | -------------------- |
| SBS MTV Top 20                      | 2011    | SBS MTV          |                      |
| Quiz Show Idol Preview              | 2011-12 | JTBC             |                      |
| Byungjin Joo Talk Concert           | 2012    | MBC              | Narrador             |
| Show Me the Money                   | 2012    | Mnet             | Participante         |
| Baek Ji-yeon's People Inside        | 2012    | TVN              | Invitado             |
| Infinite Challenge Russian Roulette | 2012    | MBC              | Invitado             |
| Infinite Challenge You Go Hawaii    | 2012    | MBC              | Invitado             |
| Verbal Network                      | 2013    | Mnet             | Presentador especial |
| Show Me the Money 4                 | 2015    | Mnet             | Juez y productor     |
| King of Mask Singer                 | 2015    | MBC              |                      |
| Show Me the Money 8                 | Mnet    | Juez y productor |                      |

## Premios y nominaciones
| Premio                       | Año  | Categoría                   | Trabajo nominado     | Resultado | Ref(s). |
| ---------------------------- | ---- | --------------------------- | -------------------- | --------- | ------- |
| Korean Music Awards          | 2009 | Best Hip-hop Album          | Framed               | Ganador   |         |
| Oleh Indie Awards            | 2011 | Album of the Month          | Go Easy              | Ganador   | [ 39 ]  |
| HiphopPlaya Awards           | 2011 | Single of the Year          | «Pretty Enough»      | Ganador   | [ 40 ]  |
| HiphopPlaya Awards           | 2011 | Music Video of the Year     | «Pretty Enough»      | Ganador   | [ 40 ]  |
| Cyworld Digital Music Awards | 2012 | June 2012 Song of the Month | «Good Morning»       | Ganador   | [ 41 ]  |
| MAMA Awards                  | 2012 | Best Rap Performance        | «You Deserve Better» | Nominado  |         |
| Melon Music Awards           | 2013 | Best Rap Performance        | «If It Ain't Love»   | Nominado  |         |
| MAMA Awards                  | 2013 | Best Rap Performance        | «If It Ain't Love»   | Nominado  |         |
| Mnet 20's Choice Awards      | 2013 | 20's Hot Rapper             | «If It Ain't Love»   | Ganador   | [ 42 ]  |